# Hal Varian
Hal Ronald Varian (Wooster (Ohio), 18 de março de 1947) é um economista especializado em microeconomia e economia da informação. É Chief Economist na Google e detém o título de professor emérito na Universidade da Califórnia em Berkeley.